# Colorina
Colorina – miejscowość i gmina we Włoszech, w regionie Lombardia, w prowincji Sondrio.
Według danych na rok 2004 gminę zamieszkiwały 1452 osoby, 85,4 os./km².